# 118-я гвардейская стрелковая дивизия
118-я гвардейская стрелковая Эстонская Таллинская Краснознамённая дивизия — гвардейское стрелковое соединение в составе Вооружённых сил СССР во Второй мировой войне.
Сформирована путём преобразования 7-й Эстонской стрелковой дивизии 28 июня 1945 года. В боях участия не принимала.

## Командиры
- генерал-майор Алликас, Карл Адамович, с 28.06.1945